# Miss Yetti

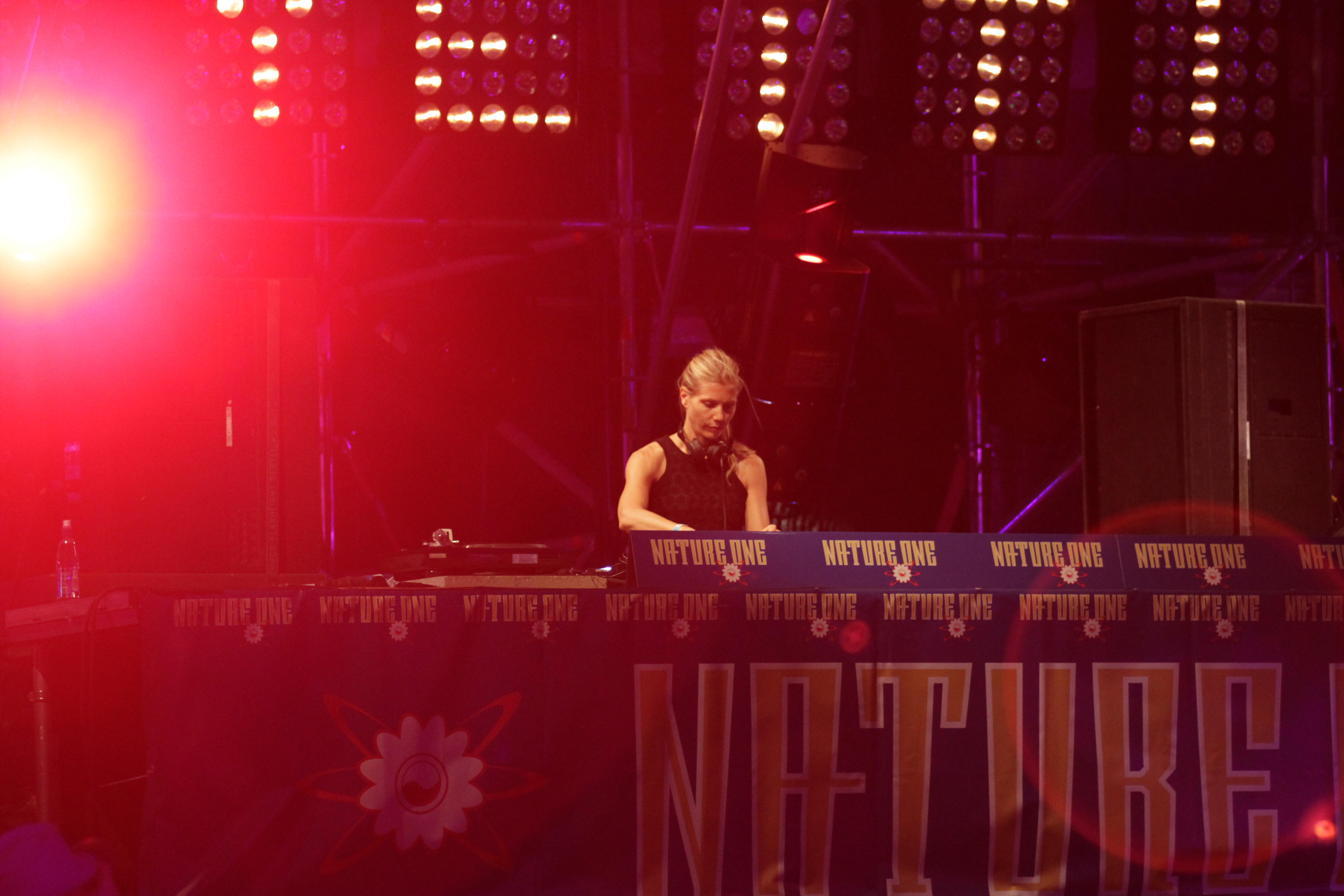
Miss Yetti

Miss Yetti (* 15. Januar 1972; richtiger Name Henrietta Schermall) ist eine deutsche Techno-DJ, Musikproduzentin und Labelinhaberin.

## Leben
Für ihr Psychologiestudium zog Miss Yetti 1992 nach Köln. Gegenüber ihrer Wohnung lag der Plattenladen Delirium, den sie öfter aufsuchte. Dort lernte sie Jörg Burger und Michael Mayer kennen. 1993 erhielt sie eine Einladung, beim Orion Rave in Bottrop aufzulegen, weil ein DJ ausgefallen war. Im Anschluss daran führte die deutsche Musikzeitschrift Raveline ein Interview mit ihr, welches sie nach Veröffentlichung bundesweit bekannt machte. Durch diesen Karriereschub bekam sie zahlreiche Booking-Anfragen und einen Platz als Resident-DJ im Kölner „Ufo“.
Von nun an widmete sie sich unter der Woche wie bisher ihrem Studium und am Wochenende erfolgten internationale Auftritte. Ihr Erfolg führte sie 1996 und auch 2003 zur Mayday. Mit dem Produzenten Torsten Stenzel von Liquid Records spielte sie unter anderem die Titel „A Pression Innovative“ und „Les Jeux Superieurs“ ein. Wegen stilistisch auseinanderlaufender Entwicklungen trennte sie sich zunächst von Stenzel und gründete im weiteren Verlauf zusammen mit Oscar Comas ihre eigene Plattenfirma Gold und Liebe, um mehr Spielraum für kreative Ideen zu erhalten. Ab  1999 führte Miss Yetti das Label alleine.
Die Leser des Raveline kürten Miss Yetti 1999 zur best female DJ. 2003 fand sie Zeit um ein komplettes Album auszuarbeiten und konnte Out Of Control veröffentlichen.
Seit 2002, nach Beendigung ihres Studiums, ist sie selbstständig als Coach und Psychologin in Berlin tätig. 2004 spezialisierte sie sich auch hauptberuflich auf Wirtschaftspsychologie.

## Diskografie

### Alben
- 2003: Out of Control
- 2006: Insights
- 2009: Kookmoded – Zuckerbrot und Peitsche